# 鷲見麻有
鷲見 麻有（わしみ まゆ、1979年12月20日 - ）は、千葉県出身の元モデル。身長172cm。元シュルー所属。
東京都私立亜細亜大学国際関係学部卒業。

## 略歴
1998年に東レキャンペーンガールに選ばれた。芸能事務所「研音」に所属したが、様々な理由で退所。19歳から始めたダンスでは、ダンサーとしても活動し、倉木麻衣や愛内里菜などを手掛けたDJ ME-YA（水谷智明氏）が手掛けている作品にダンサーとして出演。
2022年からジャパンプロダクション株式会社の取締役に就任し、俳優・タレントのマネージメント、映画などの制作現場において制作主任などに従事。

## 実績
・映画『ファストブレイク』制作担当（2024）
・映画「Diamond Shake」ラインプロデューサー（2024）
・一般社団法人 日本音楽事業者協会 
～違法薬物撲滅動画～
「絶対零度のオアシス」制作担当（2023）
・映画「怪奇タクシー風の夜道に気をつけろ！」制作担当（2022）